# Stadio del nuoto Alfréd Hajós

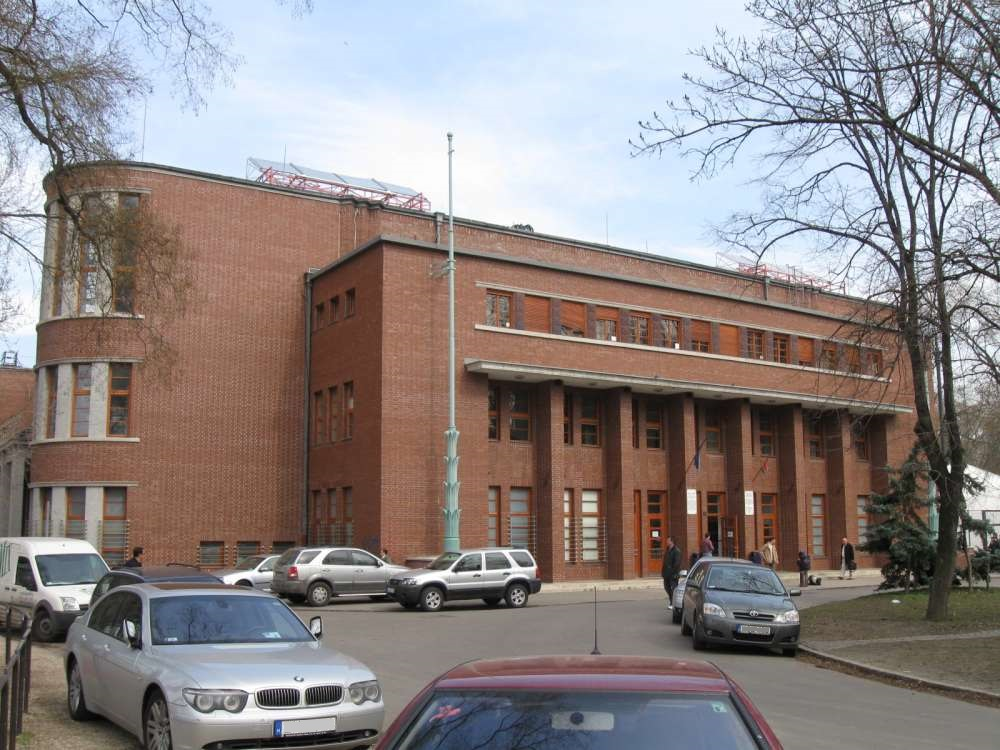
L'esterno dell'impianto.

Lo stadio del nuoto Alfréd Hajós è una struttura sportiva situata nell'isola Margherita a Budapest, Ungheria. È stato costruito nel 1930 e dal 1975 porta il nome di Alfréd Hajós, il famoso nuotatore e architetto ungherese che lo progettò. La struttura dispone di quattro piani e otto piscine, tra cui una piscina per i tuffi e piscine per gare di nuoto sia in vasca corta che in vasca lunga.
La struttura ha ospitato i Campionati europei di nuoto nel 1958, nel 2006 e nel 2010 e il Campionato europeo di pallanuoto nel 2001 e nel 2014. Ha ospitato inoltre le gare di pallanuoto dei campionati mondiali di nuoto 2017 e dei campionati mondiali di nuoto 2022.